# جسی بی. توماس
جسی بی. توماس (به انگلیسی: Jesse B. Thomas) سناتور سابق عضو حزب دموکرات-جمهوری‌خواه بود. وی در سال ۱۸۱۸ تا ۱۸۲۹ میلادی سناتور ایالت ایلی‌نوی در سنای ایالات متحده آمریکا بود.